# Łyskowo (województwo zachodniopomorskie)
Łyskowo (niem. Ernstberg) – wieś sołecka w Polsce położona w województwie zachodniopomorskim, w powiecie choszczeńskim, w gminie Pełczyce. W latach 1975–1998 miejscowość administracyjnie należała do województwa gorzowskiego. W roku 2007 wieś liczyła 101 mieszkańców. 
Osada wchodząca w skład sołectwa:
- Wierzchno

## Geografia
Wieś leży ok. 2 km na południowy zachód od Pełczyc, przy drodze wojewódzkiej nr 151 między Pełczycami a Barlinkiem, przy byłej linii kolejowej nr 410. 

## Historia
Zespół folwarczny w Łyskowie powstał w 1870 r. na gruntach państwowych, na terenie wcześniej niezabudowanym (do poł. XVI wieku tereny te wchodziły w skład dóbr zakonu Cysterek w Pełczycach). W pierwszej kolejności wzniesiono dom mieszkalny i założono park, następnie pobudowano budynki gospodarcze. Areał uprawny wynosił zaledwie 94 ha, hodowano głównie bydło. Po 1945 r. majątek upaństwowiono, w 1993 r. przejęty przez AWRSP, od 1994 r. wydzierżawiony prywatnej spółce.